# 犯罪被害財産等による被害回復給付金の支給に関する法律
犯罪被害財産等による被害回復給付金の支給に関する法律（はんざいひがいざいさんとうによるひがいかいふくきゅうふきんのしきゅうにかんするほうりつ、平成18年6月21日法律第87号）は、犯罪被害者の被害回復措置に関する日本の法律である。
法令番号は平成18年法律第87号、2006年（平成18年）6月21日に公布された。

## 概要
財産犯等の犯罪行為により得た犯罪被害財産を犯人から没収・追徴した「犯罪被害財産」を金銭化して、被害者に支給することなどを規定している。